# Vorpommern-Greifswald

Bản đồ hành chính của Vorpommern-Greifswald

Vorpommern-Greifswald (tiếng Ba Lan: Powiat Vorpommern-Greifswald) là một huyện (Landkreis) ở Đông bang Mecklenburg-Vorpommern, Đức. Các địa phương lân cận theo chiều kim đồng hồ gồm các huyện Mecklenburgische Seenplatte, Vorpommern-Rügen, biển Baltic, Ba Lan và bang Brandenburg. Thủ phủ của huyện là thị trấn Greifswald.

## Lược sử
Huyện được thành lập tháng 9 năm 2011 trên cơ sở các huyện Ostvorpommern, Uecker-Randow và một phần huyện Demmin.

## Xã và thị trấn
| Amt-free towns                                                  | Amt-free municipalities |
| --------------------------------------------------------------- | ----------------------- |
| 1. Anklam 2. Greifswald 3. Pasewalk 4. Strasburg 5. Ueckermünde | 1. Heringsdorf          |

| Ämter | Ämter | Ämter | Ämter |
| --- | --- | --- | --- |
| - 1. Am Peenestrom 1. Buggenhagen 2. Krummin 3. Lassan2 4. Lütow 5. Sauzin 6. Wolgast1, 2 7. Zemitz - 2. Am Stettiner Haff 1. Ahlbeck 2. Altwarp 3. Eggesin1, 2 4. Grambin 5. Hintersee 6. Leopoldshagen 7. Liepgarten 8. Lübs 9. Luckow 10. Meiersberg 11. Mönkebude 12. Vogelsang-Warsin - 3. Anklam-Land 1. Bargischow 2. Blesewitz 3. Boldekow 4. Bugewitz 5. Butzow 6. Ducherow 7. Iven 8. Krien 9. Krusenfelde 10. Medow 11. Neetzow-Liepen 12. Neu Kosenow 13. Neuenkirchen 14. Postlow 15. Rossin 16. Sarnow 17. Spantekow1 18. Stolpe an der Peene | - 4. Jarmen-Tutow 1. Alt Tellin 2. Bentzin 3. Daberkow 4. Jarmen1, 2 5. Kruckow 6. Tutow 7. Völschow - 5. Landhagen 1. Behrenhoff 2. Dargelin 3. Dersekow 4. Diedrichshagen 5. Hinrichshagen 6. Levenhagen 7. Mesekenhagen 8. Neuenkirchen1 9. Wackerow 10. Weitenhagen - 6. Löcknitz-Penkun 1. Bergholz 2. Blankensee 3. Boock 4. Glasow 5. Grambow 6. Krackow 7. Löcknitz1 8. Nadrensee 9. Penkun2 10. Plöwen 11. Ramin 12. Rossow 13. Rothenklempenow - 7. Lubmin 1. Brünzow 2. Hanshagen 3. Katzow 4. Kemnitz 5. Kröslin 6. Loissin 7. Lubmin1 8. Neu Boltenhagen 9. Rubenow 10. Wusterhusen | - 8. Peenetal/Loitz 1. Görmin 2. Loitz1, 2 3. Sassen-Trantow - 9. Torgelow-Ferdinandshof 1. Altwigshagen 2. Ferdinandshof 3. Hammer an der Uecker 4. Heinrichswalde 5. Rothemühl 6. Torgelow1, 2 7. Wilhelmsburg - 10. Uecker-Randow-Tal [seat: Pasewalk] 1. Brietzig 2. Fahrenwalde 3. Groß Luckow 4. Jatznick 5. Koblentz 6. Krugsdorf 7. Nieden 8. Papendorf 9. Polzow 10. Rollwitz 11. Schönwalde 12. Viereck 13. Zerrenthin - 11. Usedom-Nord 1. Karlshagen 2. Mölschow 3. Peenemünde 4. Trassenheide 5. Zinnowitz1 | - 12. Usedom-Süd 1. Benz 2. Dargen 3. Garz 4. Kamminke 5. Korswandt 6. Koserow 7. Loddin 8. Mellenthin 9. Pudagla 10. Rankwitz 11. Stolpe auf Usedom 12. Ückeritz 13. Usedom1, 2 14. Zempin 15. Zirchow - 13. Züssow 1. Bandelin 2. Gribow 3. Groß Kiesow 4. Groß Polzin 5. Gützkow2 6. Karlsburg 7. Klein Bünzow 8. Lühmannsdorf 9. Murchin 10. Rubkow 11. Schmatzin 12. Wrangelsburg 13. Ziethen 14. Züssow1 |
| 1seat of the Amt; 2town | | | |